# Messerschmitt P.1099
Die Messerschmitt P.1099 war ein Flugzeug-Projekt der Messerschmitt AG für einen Allwetterjäger.

## Hintergrundinformationen

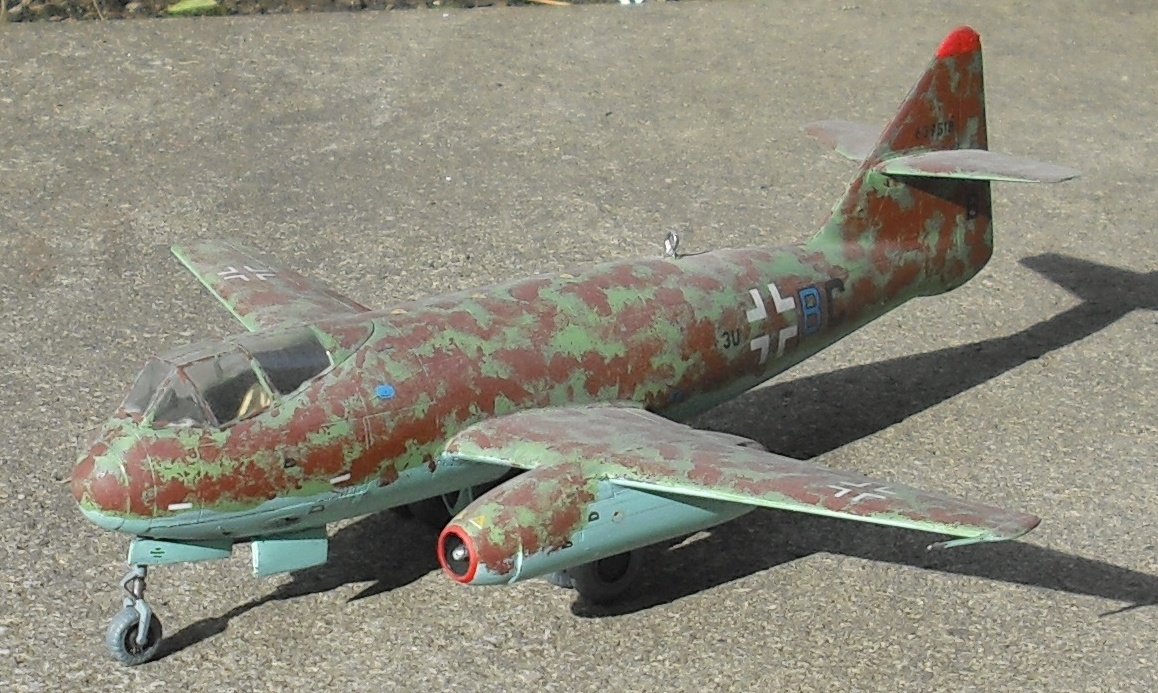
Me P.1099A, Modell

Die im Sommer 1943 erarbeitete Studie von Messerschmitt sah zunächst weitere Verwendungsmöglichkeiten der Messerschmitt Me 262 vor. Darunter Ausführungen als Schnellbomber, Aufklärer, Schulflugzeug und Abfangjäger. Im Februar 1944 entstand aus diesen Überlegungen heraus das Projekt P.1099. Die P.1099 sollte einen vergrößerten Rumpf der Me 262 erhalten und primär gegen feindliche Bomberpulke eingesetzt werden. Dafür war eine starke Offensivbewaffnung vorgesehen. Nach weiterer Studienarbeit am Projekt wurde die P.1099 zum allwettertauglichen schweren Jäger bestimmt. Die geplanten Subvarianten sollten sich nur durch veränderliche Bewaffnung unterscheiden. Neben einem neuen Rumpf sollten Komponenten des Trag- und Leitwerks der Me 262 sowie deren Triebwerksgondeln übernommen werden. Messerschmitt legte zwei militärische Ausrüstungen fest.

### Jäger I
Der Jäger I wurde mit mehreren kleineren Waffen und in drei Varianten geplant. Die Ausführung A sollte vier MK 108 (30 mm) erhalten, die Variante B dagegen zwei MK 103 (30 mm) und schlussendlich die Ausführung C zwei MK 108 und zwei MK 103. Die Bewaffnung sollte dabei geschlossen im Bug des Jägers untergebracht werden.

### Jäger II
Der Jäger II war das Projekt eines schwer bewaffneten Jägers, der in zwei Varianten geplant wurde. Die Ausführung A sollte eine MK 108 und eine MK 112 (Kaliber 55 mm) erhalten, die Ausführung B eine MK 114 mit Kaliber 50 mm.
Die funktechnische Ausrüstung bestand bei allen Ausführungen aus einem FuG 16, dem Bordpeilgerät PeilG 6, dem Funkhöhenmesser FuG 101, dem Funklandegerät FuBl 2 sowie dem Freund-Feind-Kenngerät FuG 25a. Die Projektstudien scheinen im März 1944 abgeschlossen worden zu sein. Der Entwurf wurde im späteren Messerschmitt-Projekt Messerschmitt P.1100 aufgegriffen und endete schließlich mit der Messerschmitt P.1101.

## Technische Daten
| Kenngröße             | Daten nach Herwig/Rode               | Daten nach Nowarra                              |
| --------------------- | ------------------------------------ | ----------------------------------------------- |
| Besatzung             | 2                                    | 2                                               |
| Länge                 | 12,00 m                              | 12,00 m                                         |
| Spannweite            | 12,613 m                             | 12,61 m                                         |
| Höhe                  | 4,430 m                              | 4,40 m                                          |
| Flügelfläche          | 22 m²                                | 22 m²                                           |
| Rüstmasse             | 5.061 kg                             | 5.061 kg                                        |
| Startmasse            | 8.762 kg bis 10.062 kg               | 8.762 kg bis 10.262 kg                          |
| Höchstgeschwindigkeit | 805 km/h in 9100 m                   | 820 km/h                                        |
| Dienstgipfelhöhe      | 9810 m                               | k. A.                                           |
| Reichweite            | 1340 km in 6000 m                    | k. A.                                           |
| Triebwerk             | 2 × Junkers Jumo 004 C (2 × 1015 kp) | 2 × Jumo 004 C (2 × 1200 kp), später He S 011 A |